# Az ének iskolája (első évfolyam)
Az ének iskolája című televíziós énekes tehetséggondozó első évfolyama 2013. április 20-án vette kezdetét a TV2-n. A műsor házigazdája Friderikusz Sándor, a zsűritagok Szulák Andrea, Szandi, Hajós András és Király Viktor voltak.
Az évad tíz részes volt, szombatonként sugározta a TV2, 19:10-es kezdéssel. A fináléra 2013. június 16-án került sor, ahol az első évad győztese Farkas Zsolti lett.

## Tanulók
Tanáronként négyen-négyen, tehát összesen 16 tanuló szerepelt a műsorban. A tanárok feladata az volt, hogy tanulóikat felkészítsék a következő adásra.
| Hajós András | Szulák Andrea      | Király Viktor     | Szandi                    |
| ------------ | ------------------ | ----------------- | ------------------------- |
| Bari Lacika  | Farkas Zsolti      | Arany Timi        | Tabatabai Nejad Flóra     |
| Kurcz Szandi | Bánsági Petronella | Rubay Laci        | Izsó Bogi                 |
| Hamar Barni  | Dani Matyi         | Valovics Marcella | Scherzinger Gábor és Rafi |
| Tóth Magdus  | Lőrincz Álmos      | Veres Roli        | Venczli Alex              |

## Összesített eredmények
| – Hajós András tanulói  |
| – Szulák Andrea tanulói |
| – Király Viktor tanulói |
| – Szandi tanulói        |

| – A tanuló osztályelső az adásban   |
| – A tanuló 2. helyezett az adásban  |
| – A tanuló 3. helyezett az adásban  |
| – A tanuló nem szerepelt az adásban |

| Tanuló                    | 1. adás (április 20.) | 2. adás (április 27.) | 3. adás (május 4.) | 4. adás (május 11.) | 5. adás (május 18.) | 6. adás (május 25.) | 7. adás (június 1.) | 8. adás (június 8.) | 9. adás (június 15.)    | 10. adás (június 16.)   |
| ------------------------- | --------------------- | --------------------- | ------------------ | ------------------- | ------------------- | ------------------- | ------------------- | ------------------- | ----------------------- | ----------------------- |
| Farkas Zsolti             | Felvették             |                       | 2.                 |                     | 2.                  | 1.                  |                     | Továbbjutott        | 1.                      | Győztes                 |
| Arany Timi                |                       | Felvették             |                    | 1.                  | —                   | 3.                  |                     | Továbbjutott        | 3.                      | 2.                      |
| Bari Lacika               | Felvették             |                       | 1.                 |                     | 3.                  |                     | 1.                  | Továbbjutott        | 2.                      | 2.                      |
| Kurcz Szandi              |                       | Felvették             |                    | —                   | —                   |                     | 1.                  | Továbbjutott        | —                       | 2.                      |
| Rubay Laci                |                       | Felvették             |                    | 3.                  | 3.                  |                     | 2.                  | Továbbjutott        | —                       | 2.                      |
| Tabatabai Nejad Flóra     | Felvették             |                       | 3.                 |                     | 1.                  |                     | 3.                  | Továbbjutott        | 1.                      | 2.                      |
| Bánsági Petronella        |                       | Felvették             |                    | —                   | —                   |                     | —                   | Nem jutott tovább   | Nem jutott be a döntőbe | Nem jutott be a döntőbe |
| Hamar Barni               |                       | Felvették             |                    | —                   | —                   | —                   |                     | Nem jutott tovább   | Nem jutott be a döntőbe | Nem jutott be a döntőbe |
| Dani Matyi                | Felvették             |                       |                    | —                   | —                   | —                   |                     | Nem jutott tovább   | Nem jutott be a döntőbe | Nem jutott be a döntőbe |
| Izsó Bogi                 | Felvették             |                       | —                  |                     | —                   | —                   |                     | Nem jutott tovább   | Nem jutott be a döntőbe | Nem jutott be a döntőbe |
| Lőrincz Álmos             |                       | Felvették             | —                  |                     | —                   |                     | —                   | Nem jutott tovább   | Nem jutott be a döntőbe | Nem jutott be a döntőbe |
| Scherzinger Gábor és Rafi |                       | Felvették             |                    | —                   | —                   |                     | —                   | Nem jutott tovább   | Nem jutott be a döntőbe | Nem jutott be a döntőbe |
| Tóth Magdus               | Felvették             |                       | —                  |                     | —                   | —                   |                     | Nem jutott tovább   | Nem jutott be a döntőbe | Nem jutott be a döntőbe |
| Valovics Marcella         | Felvették             |                       | —                  |                     | 2.                  | 2.                  |                     | Nem jutott tovább   | Nem jutott be a döntőbe | Nem jutott be a döntőbe |
| Venczli Alex              |                       | Felvették             |                    | 2.                  | —                   | —                   |                     | Nem jutott tovább   | Nem jutott be a döntőbe | Nem jutott be a döntőbe |
| Veres Roli                | Felvették             |                       | —                  |                     | 1.                  |                     | —                   | Nem jutott tovább   | Nem jutott be a döntőbe | Nem jutott be a döntőbe |

## Adások
| # | Tanuló                | Dal                        |
| - | --------------------- | -------------------------- |
| 1 | Tabatabai Nejad Flóra | Big Big World              |
| 2 | Tóth Magdus           | Meghalok, hogyha rám nézel |
| 3 | Farkas Zsolti         | Lehet zöld az ég           |
| 4 | Izsó Bogi             | Repülj madár               |
| 5 | Valovics Marcella     | You know I'm no good       |
| 6 | Dani Matyi            | Érzed már a szív szavát    |
| 7 | Veres Roli            | Mizu                       |
| 8 | Bari Lacika           | Caruso                     |

| # | Tanuló                    | Dal                  |
| - | ------------------------- | -------------------- |
| 1 | Kurcz Szandi              | Rolling in the deep  |
| 2 | Scherzinger Gábor és Rafi | Fújd el jó szél      |
| 3 | Rubay Laci                | Maradj velem!        |
| 4 | Venczli Alex              | Eszelős szerelem     |
| 5 | Lőrincz Álmos             | Mit tehetnék érted?  |
| 6 | Bánsági Petronella        | Küldd el a mosolyod! |
| 7 | Hamar Barni               | Learning to let go   |
| 8 | Arany Timi                | Hurt                 |

A felvételik során csak azokat a gyerekeket mutatták be, akik bejutottak Az ének iskolájába.

### 3. adás (május 4.)
| # | Tanuló                | Dal                               | Érdemjegy    | Érdemjegy     | Érdemjegy     | Érdemjegy | Eredmény     |
| # | Tanuló                | Dal                               | Hajós András | Szulák Andrea | Király Viktor | Szandi    | Eredmény     |
| - | --------------------- | --------------------------------- | ------------ | ------------- | ------------- | --------- | ------------ |
| 1 | Farkas Zsolti         | Keserű méz                        | 5            | 4/5           | 4/5           | 4/5       | 2. helyezett |
| 2 | Tabatabai Nejad Flóra | Once Upon a December              | 4            | 5             | 4             | 4         | 3. helyezett |
| 3 | Veres Roli            | Hound dog                         | 3/4          | 4/5           | 4             | 4/5       | —            |
| 4 | Tóth Magdus           | Végzetes futballista / Például te | 4/5          | 4/5           | 4             | 4         | —            |
| 5 | Valovics Marcella     | Dynamite                          | 3/4          | 4             | 4             | 4/5       | —            |
| 6 | Lőrincz Álmos         | Mama kérlek                       | 4            | 4             | 4             | 4/5       | —            |
| 7 | Izsó Bogi             | Vigyázz a madárra                 | 4            | 4             | 4             | 4         | —            |
| 8 | Bari Lacika           | Hogyan tudnék élni nélküled       | 5            | 4/5           | 5             | 5         | Osztályelső  |

Jutalomduettként Bari Lacika és Hajós András énekelte az Ebony and Ivory (Paul McCartney, Stevie Wonder) című dalt.

### 4. adás (május 11.)
| # | Tanuló                    | Dal                                 | Érdemjegy    | Érdemjegy     | Érdemjegy     | Érdemjegy | Eredmény     |
| # | Tanuló                    | Dal                                 | Hajós András | Szulák Andrea | Király Viktor | Szandi    | Eredmény     |
| - | ------------------------- | ----------------------------------- | ------------ | ------------- | ------------- | --------- | ------------ |
| 1 | Hamar Barni               | Kedvesem                            | 4            | 4/5           | 4/5           | 4/5       | —            |
| 2 | Venczli Alex              | Maradnék                            | 4/5          | 5             | 4/5           | 4/5       | 2. helyezett |
| 3 | Arany Timi                | Euphoria                            | 5            | 5             | 4/5           | 5         | Osztályelső  |
| 4 | Bánsági Petronella        | Hallja meg a világ                  | 4            | 5             | 4/5           | 4/5       | —            |
| 5 | Kurcz Szandi              | Perfect                             | 4/5          | 4/5           | 4             | 4         | —            |
| 6 | Scherzinger Gábor és Rafi | Fényes utakon                       | 5            | 5             | 4             | 4/5       | —            |
| 7 | Dani Matyi                | Something's Gotten Hold of My Heart | 4/5          | 4             | 4             | 4         | —            |
| 8 | Rubay Laci                | Elfelejtett dal                     | 4/5          | 4             | 5             | 5         | 3. helyezett |

Jutalomduettként Arany Timi és Király Viktor énekelte a Crazy (Gnarls Barkley) című dalt.

### 5. adás (május 18.)
| # | Tanulók                                | Dal            | Érdemjegy    | Érdemjegy     | Érdemjegy     | Érdemjegy | Eredmény       |
| # | Tanulók                                | Dal            | Hajós András | Szulák Andrea | Király Viktor | Szandi    | Eredmény       |
| - | -------------------------------------- | -------------- | ------------ | ------------- | ------------- | --------- | -------------- |
| 1 | Arany Timi és Venczli Alex             | Belehalok      | 4/5          | 5             | 4             | 5         | —              |
| 2 | Kurcz Szandi és Lőrincz Álmos          | An Angel       | 4/5          | 4             | 4             | 4/5       | —              |
| 3 | Valovics Marcella és Farkas Zsolti     | Billionaire    | 5            | 5             | 5             | 5         | 2. helyezettek |
| 4 | Bánsági Petronella és Hamar Barni      | Iskolatáska    | 5            | 5             | 5             | 5         | —              |
| 5 | Izsó Bogi és Dani Matyi                | Forogj, világ! | 5            | 4/5           | 4             | 4         | —              |
| 6 | Tabatabai Nejad Flóra és Veres Roli    | Reality        | 5*           | 5*            | 5             | 5*        | Osztályelsők   |
| 7 | Tóth Magdus, Scherzinger Gábor és Rafi | Gézengúz       | 5            | 4/5           | 5             | 4/5       | —              |
| 8 | Rubay Laci és Bari Lacika              | Lélekdonor     | 5            | 5             | 5             | 5         | 3. helyezettek |

Jutalomduettként Tabatabai Nejad Flóra, Szandi, Veres Roli és Király Viktor énekelte a Thank you for the music (ABBA) című dalt.

### 6. adás (május 25.)
| # | Tanuló            | Dal                  | Érdemjegy    | Érdemjegy     | Érdemjegy     | Érdemjegy | Eredmény     |
| # | Tanuló            | Dal                  | Hajós András | Szulák Andrea | Király Viktor | Szandi    | Eredmény     |
| - | ----------------- | -------------------- | ------------ | ------------- | ------------- | --------- | ------------ |
| 1 | Valovics Marcella | Next to Me           | 5*           | 5*            | 5*            | 5*        | 2. helyezett |
| 2 | Venczli Alex      | Ments meg, szerelem! | 5            | 5*            | 4/5           | 4/5       | —            |
| 3 | Tóth Magdus       | A nagy találkozás    | 5            | 5             | 4/5           | 5         | —            |
| 4 | Hamar Barni       | I'm Yours            | 5            | 5             | 5             | 5         | —            |
| 5 | Dani Matyi        | Ő                    | 5*           | 5             | 5             | 5         | —            |
| 6 | Arany Timi        | Because of You       | 5            | 5             | 5             | 5*        | 3. helyezett |
| 7 | Izsó Bogi         | Tavaszi szél         | 4/5          | 5             | 5             | 4/5       | —            |
| 8 | Farkas Zsolti     | Sexepilem            | 5*           | 5*            | 5*            | 5*        | Osztályelső  |

Jutalomduettként Farkas Zsolti és Szulák Andrea énekelte a Hazafelé (Balázs Fecó) című dalt.

### 7. adás (június 1.)
| #  | Tanuló                    | Dal                       | Érdemjegy    | Érdemjegy     | Érdemjegy     | Érdemjegy | Eredmény     |
| #  | Tanuló                    | Dal                       | Hajós András | Szulák Andrea | Király Viktor | Szandi    | Eredmény     |
| -- | ------------------------- | ------------------------- | ------------ | ------------- | ------------- | --------- | ------------ |
| 1  | Tabatabai Nejad Flóra     | Can't Fight the Moonlight | 5*           | 5*            | 5*            | 5*        | 3. helyezett |
| 2  | Lőrincz Álmos             | Bolond, aki sír...        | 5            | 5             | 4/5           | 4/5       | —            |
| 3  | Bari Lacika               | Isn't She Lovely          | 5*           | 5*            | 5*            | 5*        | Osztályelső  |
| 4. | Veres Roli                | My Baby                   | 5            | 5             | 4             | 5         | —            |
| 5  | Kurcz Szandi              | Nyár van                  | 5*           | 5*            | 5*            | 5*        | Osztályelső  |
| 6. | Scherzinger Gábor és Rafi | Ha én rózsa volnék        | 5            | 5             | 5*            | 5         | —            |
| 7. | Bánsági Petronella        | Túl szép                  | 5            | 5             | 5             | 4/5       | —            |
| 8. | Rubay Laci                | Nincs semmi másom         | 5            | 5*            | 5*            | 5*        | 2. helyezett |

Jutalomduettként Bari Lacika, Kurzc Szandi és Hajós András énekelte a Change The World (Eric Clapton) című dalt.

### 8. adás – elődöntő (június 8.)
A 8. adás az elődöntő volt, az eredmények alapján az első hat helyezett jutott tovább a döntőbe.
| – | Továbbjutott a döntőbe |

| #  | Tanuló                    | Dal                        | Érdemjegy    | Érdemjegy     | Érdemjegy     | Érdemjegy | Eredmény          |
| #  | Tanuló                    | Dal                        | Hajós András | Szulák Andrea | Király Viktor | Szandi    | Eredmény          |
| -- | ------------------------- | -------------------------- | ------------ | ------------- | ------------- | --------- | ----------------- |
| 1  | Arany Timi                | Úgy fáj                    | 5*           | 5*            | 5*            | 5*        | Továbbjutott      |
| 2  | Bánsági Petronella        | Afrika                     | 5            | 5*            | 5             | 5         | Nem jutott tovább |
| 3  | Venczli Alex              | Szükségem van rád          | 5            | 5*            | 5             | 5         | Nem jutott tovább |
| 4  | Tóth Magdus               | Ha te tudnád               | 5*           | 5             | 5*            | 5         | Nem jutott tovább |
| 5  | Rubay Laci                | Nagy utazás                | 5            | 5             | 5*            | 5*        | Továbbjutott      |
| 6  | Veres Roli                | Színezd újra               | 4/5          | 4/5           | 4/5           | 5         | Nem jutott tovább |
| 7  | Kurcz Szandi              | Black Velvet               | 5            | 5             | 5*            | 5         | Továbbjutott      |
| 8  | Izsó Bogi                 | Tinédzser l’amour          | 5            | 5             | 5             | 5         | Nem jutott tovább |
| 9  | Lőrincz Álmos             | A zene az kell             | 5            | 5             | 5             | 4/5       | Nem jutott tovább |
| 10 | Scherzinger Gábor és Rafi | Petróleumlámpa             | 5            | 5*            | 5             | 5         | Nem jutott tovább |
| 11 | Farkas Zsolti             | Grenade                    | 5*           | 5*            | 5*            | 5*        | Továbbjutott      |
| 12 | Hamar Barni               | Somewhere Over the Rainbow | 5            | 5             | 5*            | 5         | Nem jutott tovább |
| 13 | Valovics Marcella         | The Climb                  | 5            | 5             | 5*            | 5*        | Nem jutott tovább |
| 14 | Dani Matyi                | Könnyű álmot hozzon az éj  | 5*           | 5             | 5             | 5         | Nem jutott tovább |
| 15 | Bari Lacika               | I Believe I Can Fly        | 5*           | 5*            | 5*            | 5*        | Továbbjutott      |
| 16 | Tabatabai Nejad Flóra     | Your Song                  | 5*           | 5*            | 5*            | 5*        | Továbbjutott      |

### 9–10. adás – döntő (június 15–16.)
A döntő két részből állt. Az első rész után csak részeredményt hirdettek, majd a második rész végén dőlt el, hogy ki nyerte Az ének iskolája első évfolyamát.

#### I. rész
| # | Tanuló (duettpartner)             | Dal                  | Érdemjegy          | Érdemjegy          | Érdemjegy          | Érdemjegy          | Eredmény           |
| # | Tanuló (duettpartner)             | Dal                  | Hajós András       | Szulák Andrea      | Király Viktor      | Szandi             | Eredmény           |
| - | --------------------------------- | -------------------- | ------------------ | ------------------ | ------------------ | ------------------ | ------------------ |
| 1 | Bari Lacika                       | When I Get You Alone | 5                  | 5*                 | 5*                 | 5*                 | 2. helyezett       |
| 2 | Dani Matyi és Lőrincz Álmos       | Trambulin            | Nincs osztályozás! | Nincs osztályozás! | Nincs osztályozás! | Nincs osztályozás! | Nincs osztályozás! |
| 3 | Rubay Laci és Pély Barna          | Végső vallomás       | 4/5                | 5                  | 5                  | 5*                 | —                  |
| 4 | Kurcz Szandi és Szabó Győző       | Gyémánt              | 5                  | 5                  | 5*                 | 5                  | —                  |
| 5 | Valovics Marcella és Venczli Alex | Tűz és víz           | Nincs osztályozás! | Nincs osztályozás! | Nincs osztályozás! | Nincs osztályozás! | Nincs osztályozás! |
| 6 | Tabatabai Nejad Flóra             | Valahol              | 5*                 | 5*                 | 5*                 | 5*                 | Osztályelső        |
| 7 | Farkas Zsolti és Tóth Vera        | Moves Like Jagger    | 5*                 | 5*                 | 5*                 | 5*                 | Osztályelső        |
| 8 | Izsó Bogi és Scherzinger Gábor    | Bájoló               | Nincs osztályozás! | Nincs osztályozás! | Nincs osztályozás! | Nincs osztályozás! | Nincs osztályozás! |
| 9 | Arany Timi                        | Listen               | 5                  | 5*                 | 5                  | 5*                 | 3. helyezett       |

#### II. rész
| # | Tanuló (duettpartner)                         | Dal                      | Érdemjegy          | Érdemjegy          | Érdemjegy          | Érdemjegy          | Eredmény           |
| # | Tanuló (duettpartner)                         | Dal                      | Hajós András       | Szulák Andrea      | Király Viktor      | Szandi             | Eredmény           |
| - | --------------------------------------------- | ------------------------ | ------------------ | ------------------ | ------------------ | ------------------ | ------------------ |
| 1 | Rubay Laci                                    | Ez majdnem szerelem volt | 5*                 | 5*                 | 5*                 | 5*                 | —                  |
| 2 | Bánsági Petronella, Hamar Barni és Veres Roli | Szól a rádió             | Nincs osztályozás! | Nincs osztályozás! | Nincs osztályozás! | Nincs osztályozás! | Nincs osztályozás! |
| 3 | Bari Lacika és Radics Gigi                    | One Night Only           | 5*                 | 5*                 | 5*                 | 5*                 | —                  |
| 4 | Arany Timi és Veres Mónika                    | Fallin’                  | 5*                 | 5*                 | 5*                 | 5*                 | —                  |
| 5 | Tóth Magdus és Scherzinger Rafi               | Bánat utca               | Nincs osztályozás! | Nincs osztályozás! | Nincs osztályozás! | Nincs osztályozás! | Nincs osztályozás! |
| 6 | Kurcz Szandi                                  | Skyfall                  | 5*                 | 5*                 | 5*                 | 5*                 | —                  |
| 7 | Tabatabai Nejad Flóra és Rácz Gergő           | Back for Good            | 5*                 | 5*                 | 5*                 | 5*                 | —                  |
| 8 | Farkas Zsolti                                 | Jégszív                  | 5*                 | 5*                 | 5*                 | 5*                 | Győztes            |

Az ének iskolája első évfolyamát a 14 éves Farkas Zsolti nyerte.

## Nézettség
A +4-es adatok a teljes lakosságra, a 18–49-es adatok a célközönségre vonatkoznak.
| Epizód       | Vetítés           | Teljes lakosság (+4) | Teljes lakosság (+4) | Teljes lakosság (+4) | Célközönség (18–49) | Célközönség (18–49) | Célközönség (18–49) | Forrás |
| Epizód       | Vetítés           | AMR (fő)             | SHR (%)              | Heti helyezés        | AMR (fő)            | SHR (%)             | Heti helyezés       | Forrás |
| ------------ | ----------------- | -------------------- | -------------------- | -------------------- | ------------------- | ------------------- | ------------------- | ------ |
| 1. felvételi | 2013. április 20. | 1 416 733            | 34,4                 | 2.                   | 474 693             | 32,3                | 5.                  | [ 1 ]  |
| 2. felvételi | 2013. április 27. | 1 370 438            | 34,4                 | 2.                   | 494 284             | 35,1                | 4.                  | [ 2 ]  |
| 3. adás      | 2013. május 4.    | 1 337 745            | 33,4                 | 2.                   | 491 938             | 34,9                | 4.                  | [ 3 ]  |
| 4. adás      | 2013. május 11.   | 1 374 357            | 32,7                 | 2.                   | 426 960             | 28,0                | 8.                  | [ 4 ]  |
| 5. adás      | 2013. május 18.   | 1 233 835            | 31,8                 | 3.                   | 398 192             | 28,6                | 7.                  | [ 5 ]  |
| 6. adás      | 2013. május 25.   | 1 427 197            | 32,4                 | 2.                   | 463 197             | 28,1                | 4.                  | [ 6 ]  |
| 7. adás      | 2013. június 1.   | 1 528 092            | 34,3                 | 2.                   | 493 721             | 29,4                | 4.                  | [ 7 ]  |
| 8. adás      | 2013. június 8.   | 1 443 828            | 35,8                 | 1.                   | 416 709             | 28,1                | 5.                  | [ 8 ]  |
| 9. adás      | 2013. június 15.  | 1 335 719            | 36,9                 | 2.                   | 381 000             | 30,3                | 6.                  | [ 9 ]  |
| 10. adás     | 2013. június 16.  | 1 792 067            | 40,2                 | 1.                   | 558 389             | 31,7                | 1.                  | [ 9 ]  |